# Mauretania (schip, 1939)
De RMS Mauretania was de opvolger van de RMS Mauretania uit 1907. Dit schip werd te water gelaten in 1938 van op de Cammell Laird scheepswerf in Birkenhead. Het was de grootste trans-Atlantische oceaanstomer gebouwd in Groot-Brittannië tot dan toe en het eerste schip van de Cunard-White Star-maatschappij.
Het schip maakte op 17 juni 1939 zijn maidentrip van Liverpool naar New York. In augustus van datzelfde jaar werd het ingezet op de dienst Londen-New York. In Sydney in 1940 werd het omgevormd tot een troepentransportschip en bleef dat tot het einde van de oorlog. Het reisde 1.000.080 km en vervoerde meer dan 350.000 soldaten. In 1947 werd het terug een passagiersschip voor Cunard-White Star, op de route Southampton-New York. Het werd ook gebruikt als cruiseschip, onder andere een wereldreis in 1958.
In 1962 werd het schip groen geschilderd en een jaar later, in 1963, verplaatst naar de route van New York naar de Middellandse Zee. In 1965 maakte het haar laatste reis, van New York naar de Middellandse Zee en terug naar Southampton. Daarna werd het verkocht om gesloopt te worden.